# Sulaymaniyya (provincie)

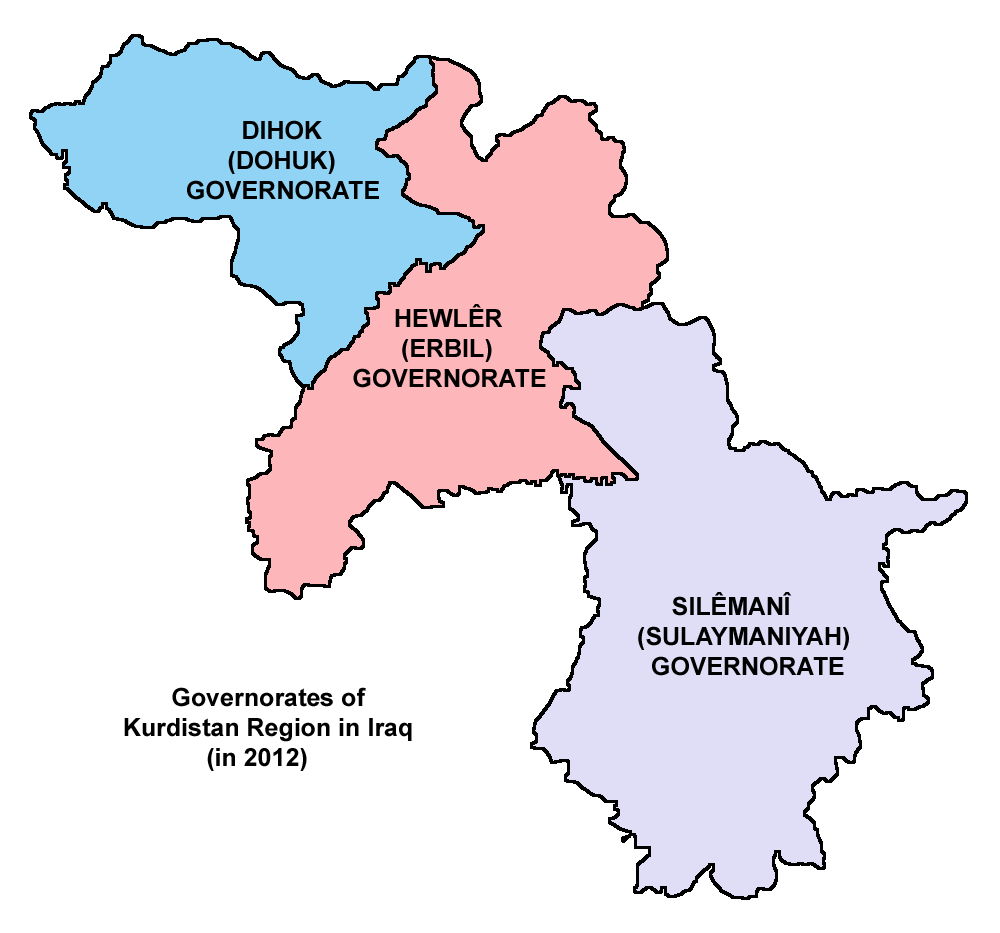

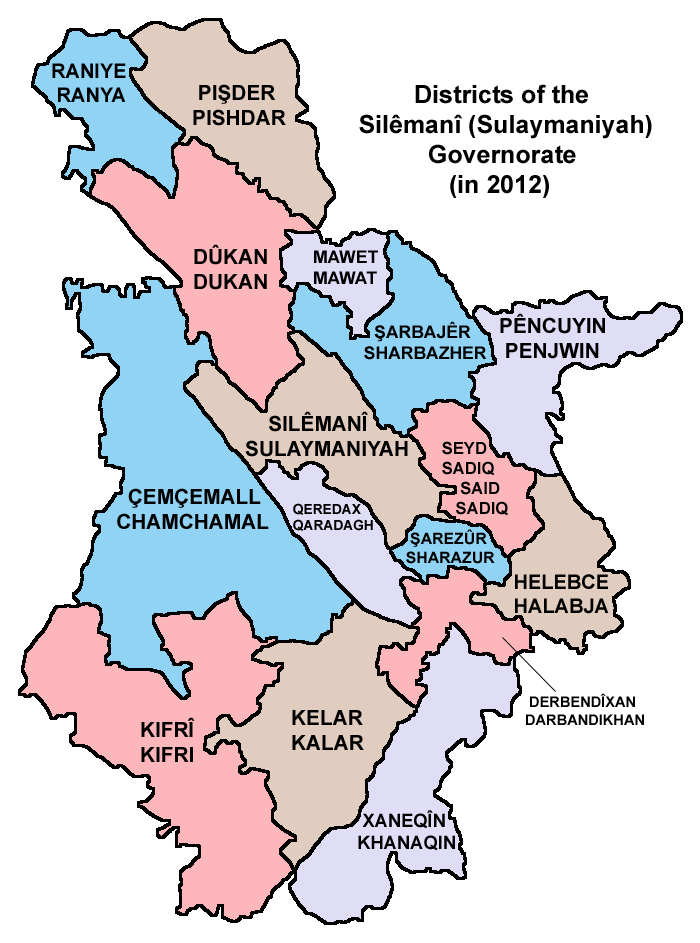

Sulaymaniyya sau Sulaymaniyah sau As-Sulaymaniyya (Kurdă: Parezgay Sulimani, Arabă: السليمانية As-Sulaymānīyya)  este o provincie din nordul Irakului, situată în regiunea autonomă a Kurdistanului Irakian. Capitala provinciei este orașul Sulaymaniyya.
Alt oraș important din provincia Sulaymaniyya:
- Halabja

1. ↑   http://www.citypopulation.de/Iraq-Cities.html Lipsește sau este vid: |title= (ajutor)